# Harmonia Mundi
Harmonia Mundi és una companyia discogràfica francesa de música clàssica i de la denominada música del món fundada l'any 1958 per Bernard Coutaz, a Sant-Michel-de-Provence, traslladada posteriorment a Arle, el 1986. L'any 1977 es dividí en dues companyies separades, Harmonia Mundi France i Deutsche Harmonia Mundi.
Els primers enregistraments es van dedicar a la música d'orgue interpretada, principalment, per Michel Chapuis. Des de l'any 1966, i fins a la seva mort, Alfred Deller, fou el primer gran divulgador del segell amb més de 50 enregistraments, que arribaren a ser identificats com a Deller Recordings. A partir d'aquell moment la llista d'artistes va créixer de manera espectacular amb la incorporació, entre d'altres, del contratenor i director d'orquestra René Clemencic, de René Jacobs amb el Concert Vocale, del grup Les Arts Florissants dirigit per William Christie, Philippe Herreweghe, etc. A principis de 1980 l'empresa experimentà un gran creixement i establí sucursals a Gran Bretanya, EUA, Alemanya, Espanya (HM Iberica), els Països Baixos i Bèlgica. L'any 2015 fou adquirida pel segell independent belga, PIAS Group.
La branca alemanya de Harmonia Mundi s'havia establert l'any 1959 sota la direcció de Rudolf Rubí, amb un catàleg de música dels períodes clàssic, barroc i anteriors, amb la participació del Collegium Aureum de Colònia, un conjunt d'instruments d'època. El 1971 el fou comprat per BASF, el 1989 per EMIi, finalment, el 1989 per BMG.